# Pseudopanolis heterogyna
Pseudopanolis heterogyna är en fjärilsart som beskrevs av Bang-haas 1927. Pseudopanolis heterogyna ingår i släktet Pseudopanolis och familjen nattflyn. Inga underarter finns listade.